# Parashorea macrophylla
Parashorea macrophylla là một loài thực vật thuộc họ Dipterocarpaceae. Tên gọi macrophylla xuất phát từ tiếng Hy Lạp (makros = to và phullon = lá) để chỉ kích thước cực lớn của lá cây (30-50 x 16–24 cm). Đây là loài đặc hữu của Borneo, có ở Brunei, Sarawak và West Kalimantan (Ashton, 2004). Gỗ cây này được biết đến dưới tên thương mại quốc tế là White Lauan hoặc White Seraya. Nó mọc ở ít nhất hai khu bảo tồn (Vườn quốc gia Gunung Mulu ở Sawarak và Vườn quốc gia Ulu Temburong ở Brunei), ở các nơi khác chúng hiện đang bị đe dọa vì mất môi trường sống.